# فرودگاه گورنرس هاربر
فرودگاه گورنرس هاربر (به انگلیسی: Governor's Harbour Airport) یک فرودگاه همگانی با کد یاتا GHB است که یک باند فرود آسفالت دارد و طول باند آن ۲۴۴۶ متر است. این فرودگاه در کشور ایالات متحده آمریکا قرار دارد .

## شرکت‌های هواپیمایی و مقصدهای پروازی
| شرکت‌های هواپیمایی    | مقصدهای پروازی                             |
| -------------------- | ------------------------------------------ |
| Aztec Airways        | Scheduled Charter: فورت لادرداله اگزکیوتیو |
| Bahamasair           | لیندن پیندلینگ                             |
| پیناپل ایر           | لیندن پیندلینگ                             |
| سیلور ایرویز         | فصلی: فورت لادردیل–هالیوود                 |
| Southern Air Charter | لیندن پیندلینگ                             |